# Tage Henriksen
Tage Henriksen   (Roskilde, 8 d'abril de 1925 - valor desconegut, 13 de maig de 2016) fou un remer danès que va competir durant la dècada de 1940.
El 1948 va prendre part en els Jocs Olímpics de Londres on, fent equip amb Finn Pedersen i Carl Andersen, guanyà la medalla d'or en la prova de dos amb timoner del programa de rem.
En el seu palmarès també destaca una medalla de bronze al Campionat d'Europa de rem de 1947 i tres campionats nacionals.